# Faridkot
För andra betydelser, se Faridkot (olika betydelser).
Faridkot är en stad i den indiska delstaten Punjab, och är huvudort för ett distrikt med samma namn. Folkmängden uppgick till 85 435 invånare vid folkräkningen 2011, med förorter 87 695 invånare. Staden är uppkallad efter den muslimske poeten Baba Farid. 